# Canal de Ovar
O Canal de Ovar, também conhecido como Ria de Ovar, é a secção norte da Ria de Aveiro, compreendida entre São Jacinto e Ovar, no distrito de Aveiro, Portugal.
Trata-se de uma laguna costeira de baixa profundidade, com cerca de 25 quilómetros de comprimento, constituindo o maior dos três canais principais da Ria (Ovar, Ílhavo e Mira) entendida como um espaço singular no contexto de Portugal e da Europa, atendendo às qualidades ambientais e paisagísticas de elevado valor científico, sendo considerada uma Zona de Proteção Especial (ZPE) para as Aves com condições à prática de observação de aves e outras atividades, tais como o remo, a vela, a canoagem, o stand up paddle ou simples passeios de barco ou moliceiro.
A Ria de Aveiro está a ser alvo de uma intervenção de desassoreamento, desde 2019, com o intuito de reforçar as margens em zonas baixas ameaçadas pelo avanço das águas, para proteção de pessoas e bens e de restabelecer o fornecimento de sedimentos ao litoral, e, complementarmente, contribuir para a melhoria das condições de navegação na ria e de acessibilidade a alguns dos cais, bastante assoreados, bem como para manutenção de um caudal ecológico, de forma a preservar os ecossistemas.

## Afluentes

### Rio Antuã
O rio Antuã nasce a uma altitude aproximada de 400 metros, no Monte Alto, localidade de Romariz,concelho de Santa Maria da Feira, e estende-se por cerca de 38 quilómetros até desaguar na Ria de Aveiro, na zona do Largo do Laranjo, concelho de Estarreja. Em alguns lugares, como São João da Madeira e Vila de Cucujães, é conhecido como rio Ul, mas em Ul designa-se por rio Antuã aquele que, efetivamente, banha S. João da Madeira, Cucujães, S. Tiago de Riba Ul, Oliveira de Azeméis e Estarreja.

### Rio Cáster
O rio Cáster tem a sua nascente na freguesia de Sanfins, do concelho de Santa Maria da Feira, atravessando diversas freguesias desse concelho e outras do vizinho concelho de Ovar, até desaguar na Ria de Aveiro, que tem o seu limite norte no Carregal. Associados a este rio, nomeadamente pela pesca e pela agricultura, estão desde longa data os moradores da Ribeira de Ovar que dependeram do seus cais – desde meados do século XVIII – para procederem ao transporte de mercadorias entre Aveiro, o Porto e outras terras mais no interior.

## Cais e esteiros

### Azurreira e Cais do Carregal
Estão localizadas na mesma margem do canal de Ovar, e associadas a uma mesma estrutura de circulação automóvel, a Rua Daniel Constant, que as interliga, promovendo a utilização desta frente lagunar como um todo. Nestes locais, é possível a observação de embarcações típicas de pesca da Ria de Aveiro.

### Cais da Pedra
Com cerca de 5 070 metros quadrados, localiza-se junto à EN 327 e da Marina do Carregal. Nos primórdios do cais, este era utilizado fundamentalmente para o transporte de materiais, essencialmente o da “pedra”, no entanto, ao longo dos tempos essa particularidade foi-se extinguindo, pelo que o cais ficou a operar apenas para a pesca artesanal. Este apresenta uma plataforma do cais reabilitada, com reforço de cotas das zonas baixas ameaçadas pelas cheias e a estabilização de margens. O pontão fixo em madeira que entra pelo plano de água, permite ancoragem de embarcações assim como a prática da pesca desportiva. O Cais da Pedra dispõe também de uma rampa de acesso ao plano de água, para auxiliar na entrada e saída de embarcações.

### Cais da Tijosa
Um ex-espaço portuário definido por três línguas, que recortam dois dentes de água com o intuito de acolherem barcos. Ao contrário dos outros cais que se observam na zona, não existem construções ao redor das entradas de água, apenas pequenos núcleos dispersos na envolvente.

### Cais da Ribeira
Constituiu uma plataforma logística na ligação entre o norte do distrito e a cidade de Aveiro, onde se cruzaram muitas e variadas atividades económicas, como sejam a pesca e apanha do moliço, a produção de sal e a carpintaria naval. Com o tempo, o desenvolvimento de outros meios de transporte e o desaparecimento e desvalorização de determinadas atividades, alguns desses cais foram perdendo o seu papel na economia da região. Até meados do século XX, funcionou como o mais importante eixo de comunicação entre as populações ribeirinhas. As populações, aproveitando o vento, realizavam o transporte de mercadorias e as suas próprias deslocações através dos canais lagunares da Ria. A passagem pelo Cais da Ribeira da Rainha D. Maria II, em 1852, reitera a importância deste cais no transporte através dos braços da Ria. Alguns dos edifícios circundantes pertencem a empresas que ainda se dedicam à embalagem de sal e trazem à memória tempos em que o sal extraído nas salinas de Aveiro era transportado através da Ria, até à cidade de Ovar.

### Cais do Puchadouro
Na freguesia de Válega existe um esteiro da Ria de Aveiro, onde se situa o cais do Puchadouro. Este cais artificial tem cerca de 800 metros, que serviu para o embarque e desembarque de produtos e pessoas. O edifício que se encontra no topo do cais corresponde ao antigo armazém de caulino. Extraído em S. Vicente de Pereira, o caulino era transportado por juntas de bois até ao Cais do Puchadouro. Aí era embarcado em mercantéis e transportado, pela Ria de Aveiro, até à Fábrica da Vista Alegre e utilizado como um dos constituintes base da porcelana. Outro edifício que se encontra na margem do Cais do Puchadouro, antigo armazém de sal, é a sede da CENARIO - Centro Náutico da Ria de Ovar, que integra a Rede Museológica de Ovar.

### Cais do Torrão
A área de influência do Cais do Torrão (Bico do Torrão) é local, sendo que a maioria dos utilizadores são da freguesia de Válega. O cais está inserido numa zona natural constituída por pastagens e áreas florestais, fora do aglomerado urbano, existindo somente uma habitação na proximidade (habitada apenas no Verão). Possui uma boa localização e boas acessibilidades fluviais, no entanto, existe uma grande dificuldade de acesso ao cais por terra, com acessos em terra batida pela floresta, existindo facilidade de alagamento. A atividade principal deste cais é a pesca desportiva, que se faz ao longo das margens.

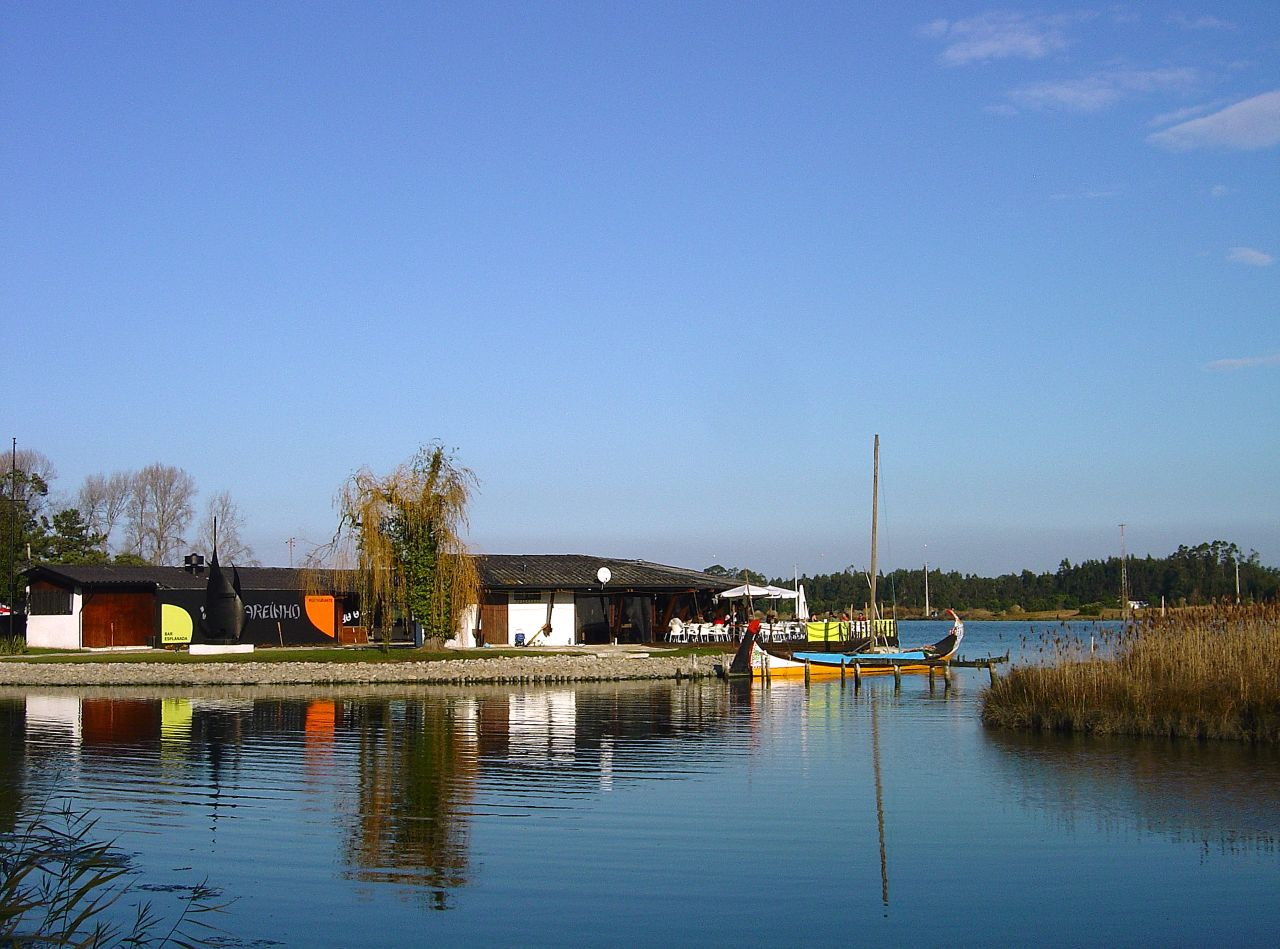
Areínho, em Ovar.
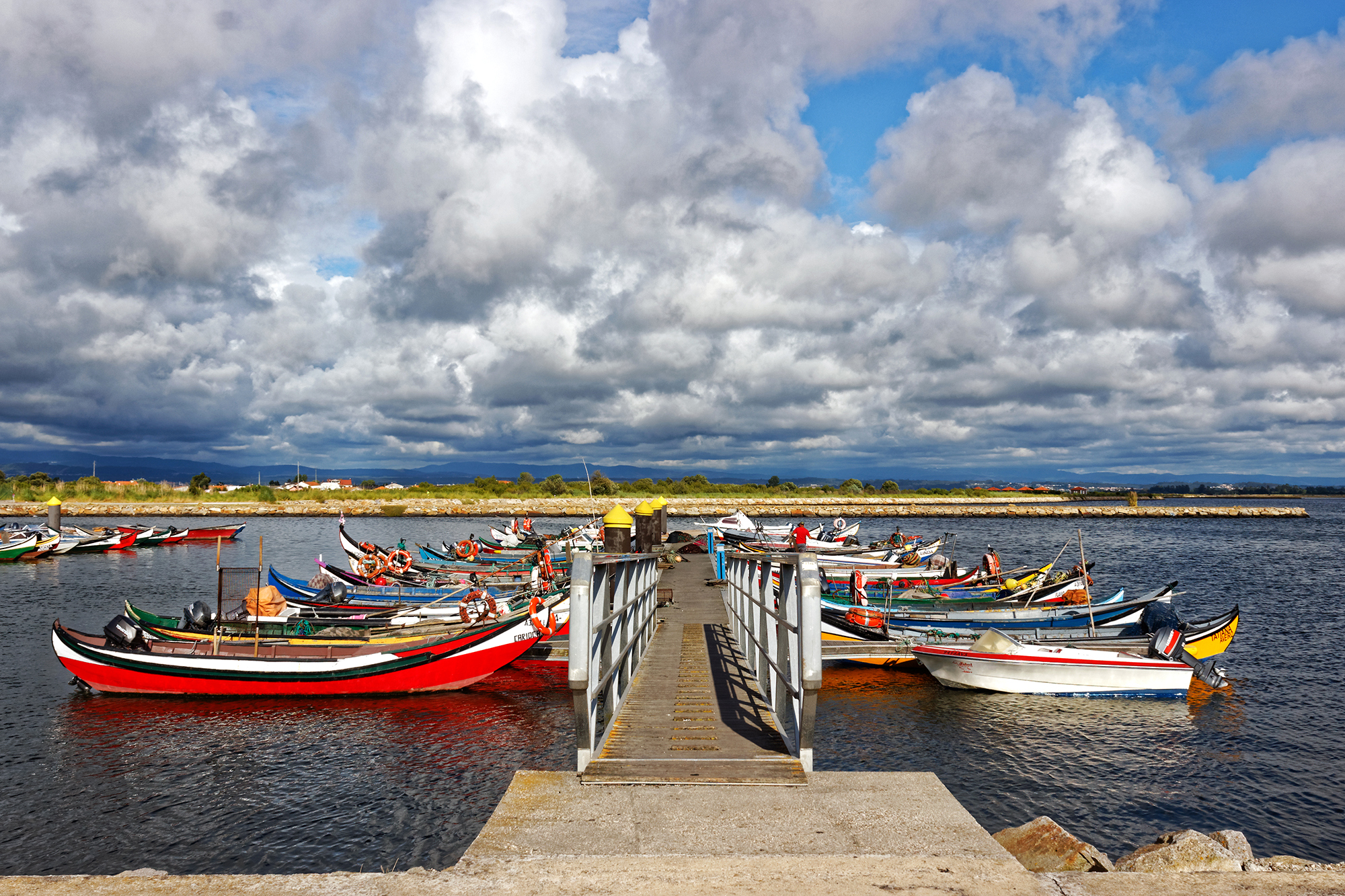
Cais do Bico, em Murtosa.
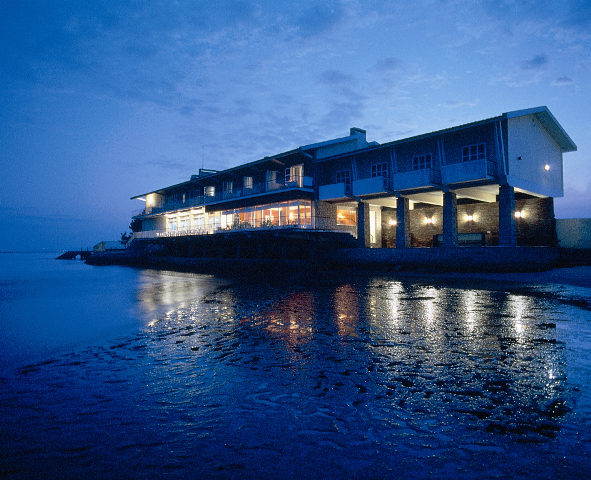
Pousada da Ria, em Murtosa.
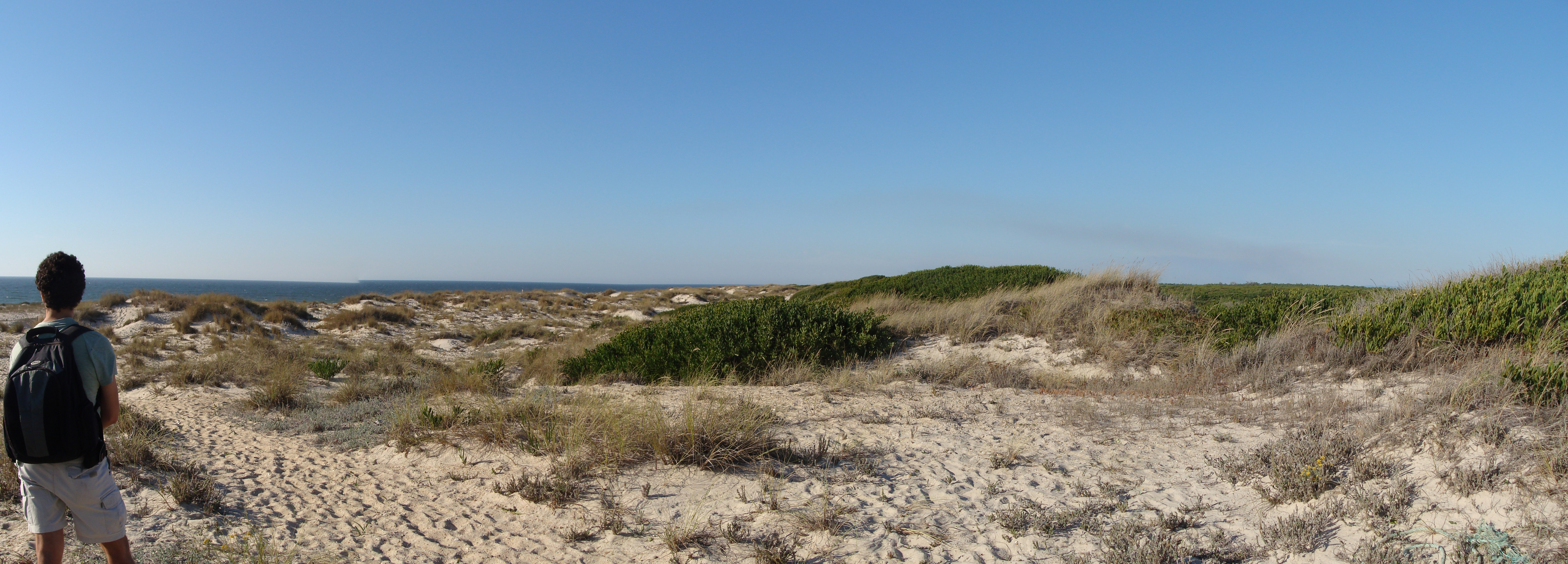
Reserva Natural das Dunas de São Jacinto, entre a ria e o Oceano Atlântico.
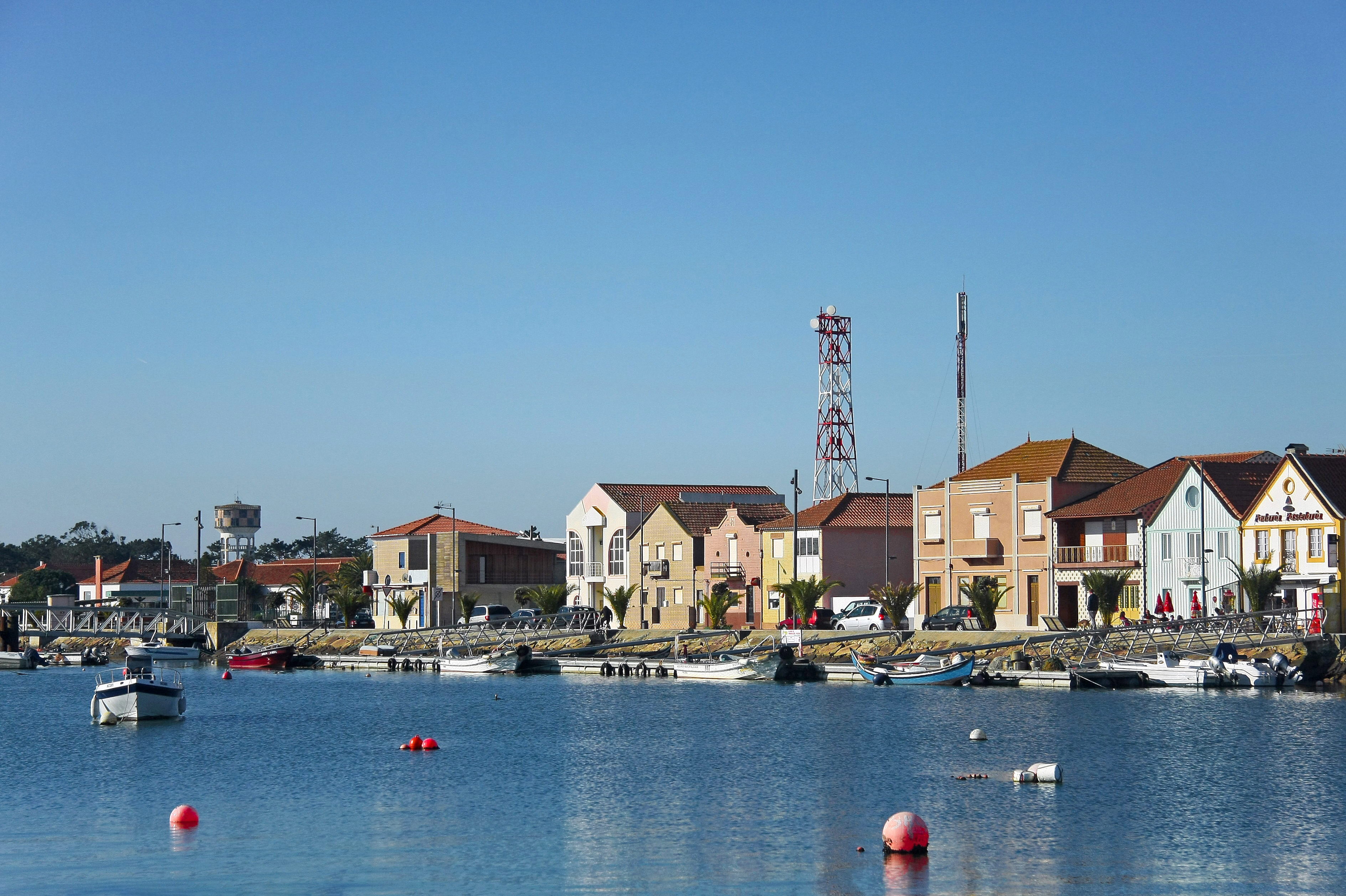
São Jacinto, onde o canal se liga com a Barra de Aveiro e, consequentemente, com o oceano.
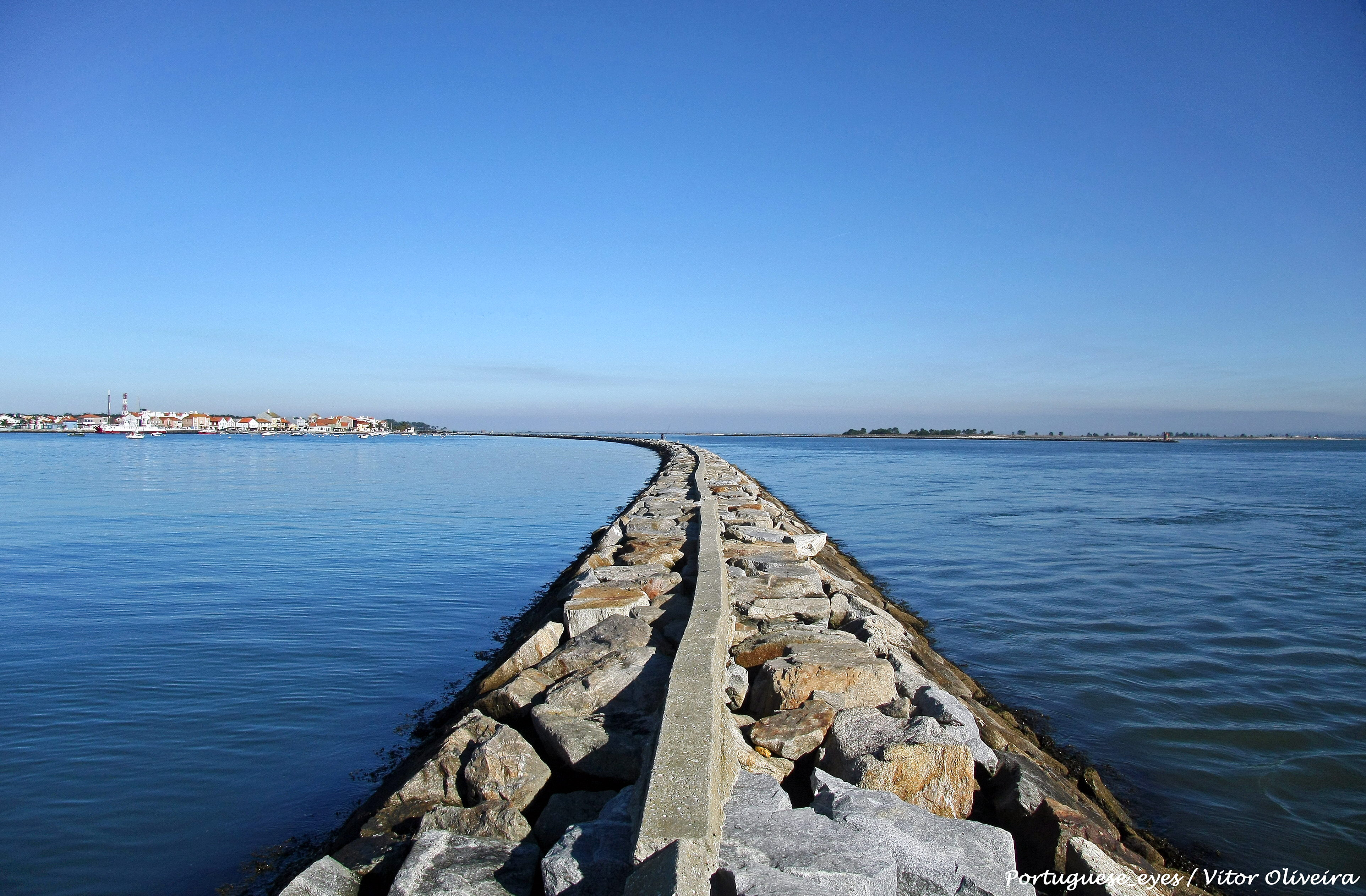
São Jacinto (à esquerda) e Porto de Aveiro (à direita).